# История гольфа
Точное происхождение гольфа неизвестно. Наиболее распространена теория, что этот спорт зародился в Шотландии во времена Высокого Средневековья.

## Происхождение

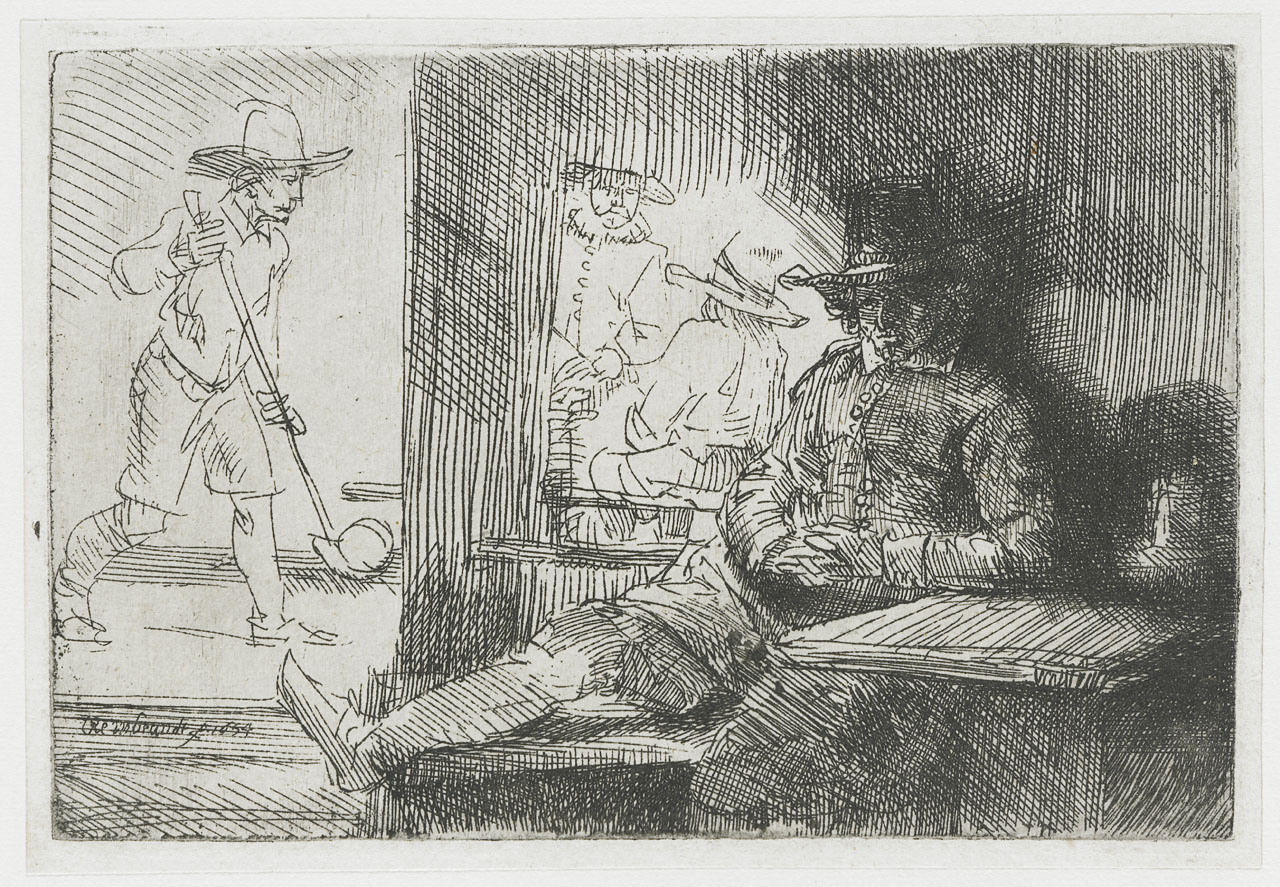
Игрок в гольф (Рембрандт, 1654)

Данные о первой игре, похожей на гольф, датируются 26 февраля 1297 года в Голландии, где голландцы играли с клюшкой и кожаным мячом. Победителем становился тот, кто за наименьшее число ударов попадал мячом в цель, находящуюся на расстоянии нескольких сот метров. Некоторые учёные считают, что уже в XVII в. в Голландии играли в эту игру, пытаясь загнать мяч в лунку с помощью клюшек для гольфа и что это было до появления игры в Шотландии. Это отчасти подтверждается и другими сообщениями о том, что в игры, похожие на гольф, и ранее играли в континентальной Европе.
В апреле 2005 года возобновились споры о происхождении гольфа. В своих последних исследованиях профессор Ланьчжоуского университета Линг Хонглинг полагает, что в чуйвань, игру, похожую на современный гольф, в Китае играли ещё во времена династии Тан, за 500 лет до первых упоминаний об игре в Шотландии.

Представитель Старинного королевского гольф-клуба Святого Эндрюса, одной из старейших гольф-организаций Шотландии, заявляет, что «многие века существовали игры с клюшкой и мячом, но гольф в таком виде, как сейчас, с 18 лунками, точно зародился в Шотландии».

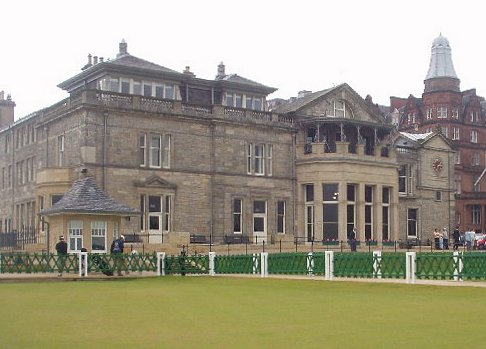
Старинный королевский гольф-клуб Святого Эндрюса

Как бы то ни было, признано, что современный гольф был изобретён шотландцами, так как игра была упомянута сразу в двух актах шотландского парламента XV века, запрещавших игру «гоуф» (англ. gowf), потому как на него тратилось время, которое можно было использовать для изучения искусства стрельбы из лука, необходимое для национальной безопасности. (Однако, некоторые исследователи полагают, что речь шла о другой игре, близкой шинти, хёрлингу или современному хоккею на траве, а не о гольфе.)
Современная игра в гольф появилась в Шотландии, как и первые гольф-клубы. Там были созданы первые письменные правила, как и система 18 лунок. Первые турниры с продуманной структурой проводились между различными шотландскими городами. В скором времени игра в гольф распространилась по всей Британии, а затем и по всему миру. Старейшим полем для гольфа считается Old Links на ипподроме в Масселборо. Имеются данные, что на поле в Масселборо играли в 1672 году, хотя есть мнение, что Мария Стюарт играла там в 1567 году.

## Развития поля для гольфа
На полях для гольфа не всегда было 18 лунок. Поле St Andrews Links занимало узкую полоску земли вдоль морского побережья. Расположение лунок на поле было обусловлено рельефом, в конечном счете, были намечены одиннадцать лунок. Отыгрывая все лунки в один конец поля, затем разворачиваясь и отыгрывая их в обратную сторону, игрок проходил 22 лунки. В 1764 году часть лунок была объединена, а общее число сократилось с 11 до 9, что давало 18 итоговых лунок. Так как это поле было «родиной гольфа», то поле из 18 лунок стало стандартом.

## Развитие экипировки

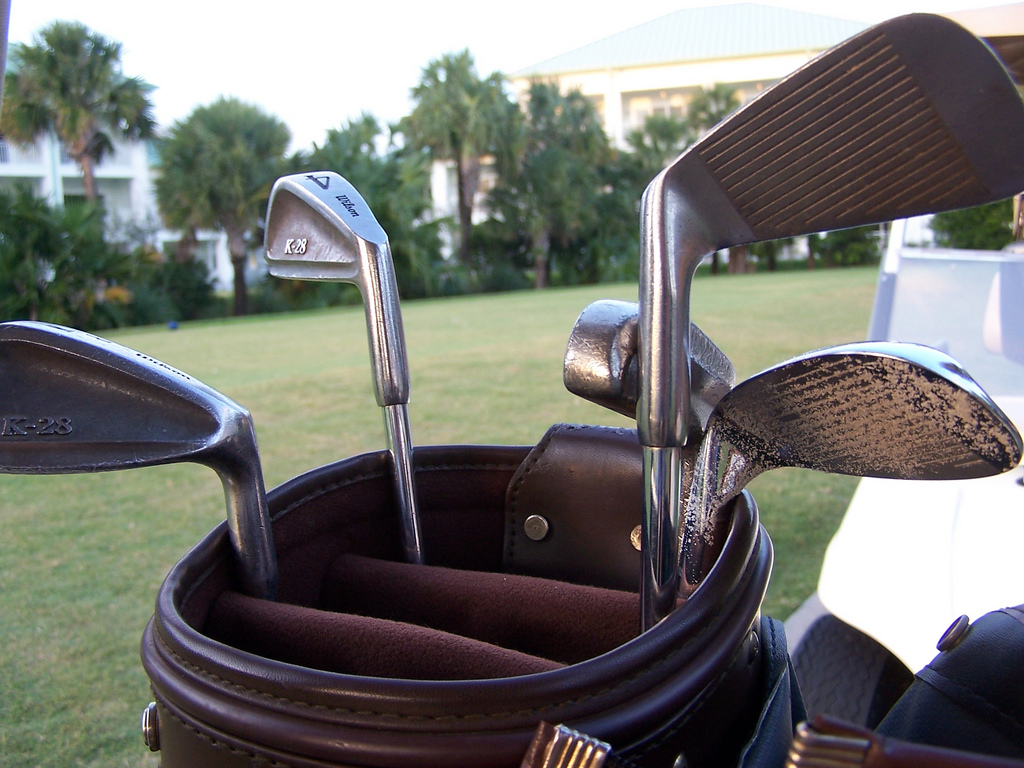
Клюшки для гольфа

Развитие гольфа объясняется развитием используемых игровых приспособлений. Наиболее значительные изменения коснулись мячика для гольфа. Он принимал различные формы вплоть до 1930 года, когда Ассоциация гольфа США установила стандарты веса и размера. Суть их сводилась к тому, что первоначальная скорость мячика не должна превышать 250 футов в секунду.
Другой важной составляющей является развитие клюшек для гольфа. Первые клюшки изготавливались из дерева, которое было широко доступно в той области. За многие годы гикори стал стандартным материалом для рукоятки, а виргинская хурма — для крюка клюшки — из-за её прочности и твёрдости. С появлением прочных гуттаперчевых мячиков в 1850 году возникли и металлические клюшки. Стальные клюшки появились в конце 1890-х, но их долгое время не одобряли уполномоченные органы. В начале 1970-х для рукояток начали использовать графит из-за его прочности и малого веса. Первая металлическая клюшка типа «wood» была разработана в начале 1980-х, и в конечном счёте металл полностью заменил дерево благодаря своей прочности и универсальности.
Благодаря новейшим технологиям, стало возможным изготавливать рукоятку из графита, а крюк — из лёгкого титана, благодаря которому крюк можно делать значительно большим, чем раньше. Высокая прочность этих материалов позволяет делать крюк тоньше, что даёт возможность увеличить дистанцию полёта мячика за счёт упругости материала. Недавно Ассоциация гольфа США ограничила этот эффект, лимитировав коэффициент восстановления, с целью сохранения интереса к игре.

## Этимология
Слово «гольф» (англ. golf) было в первый раз письменно упомянуто в шотландском статуте 1457 года как «gouf», возможно образованного от шотландского «goulf», означавшего «бить». Это слово, в свою очередь, может быть производным от голландского «kolf». Но есть и более ранние ссылки на гольф, когда в 1452 году Яков II запретил эту игру.
Ходят байки, что слово образовано от акронима «Gentlemen Only, Ladies Forbidden» (Только Джентльменам, Леди Запрещено). Но эта этимология ложна, так как использование акронимов — это современная практика, поэтому это скорее бэкроним.